# 克洛斯特曼斯费尔德
克洛斯特曼斯费尔德是德国萨克森-安哈尔特州的一个市镇。总面积8.80平方公里，总人口2511人，其中男性1218人，女性1293人（2011年12月31日），人口密度285人/平方公里。